# 伊號第十四潛艦
伊号第一四潜水舰（いごうだい14せんすいかん）是大日本帝国海軍伊十三型潛艦的二号舰。

## 舰历
- 1943年5月18日 川崎造船所开工
- 1944年3月14日 下水
- 1945年3月14日 竣工
  - 5月 在鎮海加注燃料
  - 7月11日 从大湊出港运送2架偵察機（彩雲）前往楚克群岛执行任务
  - 8月4日 到达楚克群岛，并在此迎接战争的结束。没有任何战果
  - 9月15日 除籍。战后回航美国用作试验目的
- 1946年5月28日 自沉。沉没于现今夏威夷附近海域。

## 歴代艦長

### 艤装員長
1. 清水鶴造中校（1944年11月5日-）

### 艦長
1. 清水鶴造中校（1945年3月14日-）